# 日本蚕糸学会
一般社団法人日本蚕糸学会（いっぱんしゃだんほうじん にほんさんしがっかい、英: The Japanese Society Of Sericultural Science、略称: JSSS）は、カイコ（蚕）など昆虫の機能および利用を研究対象に学術の進歩と普及を目的とする日本の学術研究団体の一つ。

## 概要
1930年（昭和5年）2月7日に社団法人として設立された。学術研究団体としての種別は単独学会。国内においては日本農学会および日本昆虫科学連合に加入している。
農学を研究領域とし、かつては桑・蚕・糸など絹の生産・加工の過程を対象分野として蚕糸科学・技術を蓄積してきたが、現在は昆虫の機能研究および利用研究全般に、学会としての研究対象分野を開拓・拡大している。蚕糸および昆虫の機能利用に関する学術の進歩と普及を図ることを目的としている。
学会として1931年（昭和6年）から蚕糸学賞を年度ごとに授与している（2009年〈平成21年〉より日本蚕糸学会賞に改称）。1965年（昭和40年）には日本蚕糸学会進歩賞奨励賞も新設し、さらに1994年（平成6年）からは同技術賞の授与も開始した。

## 沿革
- 1930年（昭和5年） - 社団法人日本蠶絲學會（日本蚕糸学会）設立。学会誌『日本蠶絲學雜誌（日本蚕糸学雑誌）』[7]を創刊。
- 1931年（昭和6年） - 第1回蚕糸学賞を授与。
- 1965年（昭和40年） - 第1回日本蚕糸学会進歩賞奨励賞を授与。
- 2001年（平成13年） - 英文誌『Journal of insect biotechnology and sericology』を創刊。
- 2006年（平成18年） - 学会誌『日本蚕糸学雑誌』の誌名を『蚕糸・昆虫バイオテック』に改める。
- 2009年（平成21年） - 蚕糸学賞を「日本蚕糸学会賞」に改称。
- 2013年（平成25年） - 一般社団法人日本蚕糸学会へ移行。

## 刊行物

### 定期刊行物

#### 『蚕糸・昆虫バイオテック』
- 誌名（和文）：蚕糸・昆虫バイオテック[8]
- 誌名（欧文）：Sanshi Konchu Biotech
- 創刊年：2006
- 資料種別：ジャーナル（査読付き論文を含む）
- 使用言語：日本語のみ
- 発行形態：印刷体
- 著作権帰属先：-
- クリエイティブコモンズ：-
- 購読：-

#### 『Journal of Insect Biotechnology and Sericology』
- 誌名（欧文）：Journal of Insect Biotechnology and Sericology[9]
- 誌名（和文）：Journal of Insect Biotechnology and Sericology
- 創刊年：2001
- 資料種別：ジャーナル（査読付き論文を含む）
- 使用言語：英語のみ
- 発行形態：印刷体
- 著作権帰属先：-
- クリエイティブコモンズ：-
- 購読：-

#### 『蚕糸・昆虫機能利用学術講演会・日本蚕糸学会大会講演要旨集』
- 誌名（和文）：蚕糸・昆虫機能利用学術講演会・日本蚕糸学会大会講演要旨集[10]

### 書籍など
- 『カイコの科学』 日本蚕糸学会 編、朝倉書店、2020年6月。ISBN 978-4-254-42043-2。
- 『改訂 蚕糸学入門』 日本蚕糸学会 編、大日本蚕糸会、2002年3月[11]。
- 『昆虫伝染病の科学史』 福原敏彦 著、日本蚕糸学会出版委員会 監修、サイエンスハウス〈昆虫利用科学シリーズ〉、1997年12月。
- 『シルクへの招待』 小松計一 著、日本蚕糸学会出版委員会 監修、サイエンスハウス〈昆虫利用科学シリーズ〉、1997年11月。

## 関連学会
- 大日本蚕糸会 - 1892年（明治25年）設立。2021年（令和3年）蚕糸科学研究所と蚕業技術研究所を統合して蚕糸科学技術研究所を設置。
- 日本シルク学会 - 1951年（昭和26年）製糸絹研究会として発足、2001年（平成13年）日本シルク学会に改称。
- 日本野蚕学会 - 1986年（昭和61年）日本野蚕研究会として発足。
- 日本応用動物昆虫学会
- 日本昆虫科学連合（Union of Japanese Societies for Insect Sciences）
- 日本農学会 - 1929年（昭和4年）の日本農学会設立当初から加盟している。